# Alois Senefelder
Alois Senefelder, född 6 november 1771 i Prag, död 26 februari 1834 i München, var en tysk uppfinnare. 

## Biografi
Senefelder bedrev akademiska studier och var verksam som dramatiker. Efter trägna experiment uppfann han 1798 litografin (stentryck) och lyckades 1806 efter stora svårigheter anlägga ett kemiskt stentryckeri i München. År 1809 utnämndes han till chef för kungliga stentryckeriet i Bayern. Han utövade nästan alla sedan övliga litografiska förfaringssätt, även färglitografin. Han skrev en Vollständiges Lehrbuch der Steindruckerey (1818; andra upplagan 1822). Monument över honom restes i München 1877 och Berlin 1892.